# Château du Verger (Vou)
Le château du Verger est un château situé à Vou (Indre-et-Loire) et inscrit aux monuments historiques le 9 novembre 1977.